# Dia Mundial contra a Raiva
O Dia Mundial da Raiva, realizado no dia 28 de setembro de cada ano, é uma iniciativa da Aliança para o Controle da Raiva, uma entidade não governamental supranacional que, junto aos países em que a raiva ainda constitui-se problema da saúde pública, são concentrados esforços de profilaxia e esclarecimento sobre a mesma.

## Aliança para o Controle da Raiva

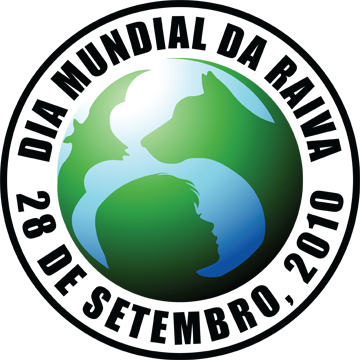
Logotipo do Dia Mundial contra a Raiva de 2010.

A Aliança para o Controle da Raiva (com sigla ARC, do inglês Alliance for Rabies Control) é uma entidade não governamental, supranacional, com sede na Escócia (Reino Unido) que tem por finalidade empreender campanhas por todo o mundo com o fim de incrementar o combate à raiva. Foi fundada em 2007. Como desdobramento da entidade foi criada a Global Alliance for Rabies Control, com sede nos Estados Unidos da América.

## Dia mundial
Dentre as atividades da entidade está o Dia Mundial contra a Raiva, realizado desde 2007, no dia 28 de setembro de cada ano.